# Karen Gillece
Karen Gillece (ur. 1974 r. w Dublinie) – współczesna powieściopisarka irlandzka.

## Powieści
- "Siedem dni w Saragossie" (Seven Nights in Zaragoza, 2005),
- "Dryft" (Longshore Drift, 2006)
- "Moje szklane serce" (My Glass Heart, 2007),
- "Nieobecna żona" (The Absent Wife, 2008).

## Wyróżnienia
W 2009 r. otrzymała Europejską Nagrodę Literacką za "Dryft" (Longshore Drift). Została wyróżniona stypendium Arts Council – irlandzkiej instytucji dotującej działalność kulturalną. Jej nazwisko znajduje się na liście finalistów Hennessy New Irish Writing Awards, a powieści przetłumaczono na kilka europejskich języków.

## Życie prywatne
Studiowała prawo w Dublinie, gdzie teraz mieszka z mężem oraz dwoma córkami.